# L'Aventure Michelin
L'Aventure Michelin är ett franskt museum i Clermont-Ferrand, tillägnat Michelin-gruppen.
Museet invigdes den 23 januari 2009 och dokumenterar Michelins historia och industriprodukter på 2 000 kvadratmeter.
Museet hade 100 000 besökare år 2019.